# Нуляс
Н́уляс або Н́ульяс (кат. Nulles) - муніципалітет, розташований у Автономній області Каталонія в Іспанії. 
Знаходиться у районі (кумарці) Ал Камп провінції Таррагона, згідно з новою адміністративною реформою перебуватиме у складі баґарії Камп да Таррагона.

## Населення
Населення міста (у 2007 р.) становить 414 осіб (з них менше 14 років - 11,1%, від 15 до 64 - 67,9%, понад 65 років - 21%). У 2006 р. народжуваність склала 1 особа, смертність - 4 особи, зареєстровано 2 шлюби. У 2001 р. активне населення становило 144 особи, з них безробітних - 7 осіб.

Серед осіб, які проживали на території міста у 2001 р., 321 народилися в Каталонії (з них 149 осіб у тому самому районі, або кумарці), 25 осіб приїхало з інших областей Іспанії, а 13 осіб приїхало з-за кордону. 

Університетську освіту має 15,7% усього населення. 

У 2001 р. нараховувалося 137 домогосподарств (з них 31,4% складалися з однієї особи, 26,3% з двох осіб,12,4% з 3 осіб, 16,8% з 4 осіб, 6,6% з 5 осіб, 5,1% з 6 осіб, 1,5% з 7 осіб, 0% з 8 осіб і 0% з 9 і більше осіб).

Активне населення міста у 2001 р. працювало у таких сферах діяльності : у сільському господарстві - 27%, у промисловості - 19,7%, на будівництві - 9,5% і у сфері обслуговування - 43,8%. 

 У муніципалітеті або у власному районі (кумарці) працює 81 особа, поза районом - 83 особи.

### Безробіття
У 2007 р. нараховувалося 10 безробітних (у 2006 р. - 13 безробітних), з них чоловіки становили 40%, а жінки - 60%.

## Економіка

### Підприємства міста

#### Промислові підприємства
| \| Промислові підприємства міста, за сферою діяльності \| Промислові підприємства міста, за сферою діяльності \| Промислові підприємства міста, за сферою діяльності \| \| Рік \| 2002 р. \| 2001 р. \| \| --------------------------------------------------- \| --------------------------------------------------- \| --------------------------------------------------- \| \| Енергетичні та водні ресурси \| 0% \| 0% \| \| Хімія та метали \| 0% \| 0% \| \| Переробка металів \| 0% \| 0% \| \| Продукти харчування \| 80% \| 80% \| \| Текстиль \| 20% \| 20% \| \| Виробництво меблів, видання \| 0% \| 0% \| \| Інше \| 0% \| 0% \| \| Усього підприємств \| 5 \| 5 \| |         |         |
| Промислові підприємства міста, за сферою діяльності |         |         |
| Рік | 2002 р. | 2001 р. |
| Енергетичні та водні ресурси | 0%      | 0%      |
| Хімія та метали | 0%      | 0%      |
| Переробка металів | 0%      | 0%      |
| Продукти харчування | 80%     | 80%     |
| Текстиль | 20%     | 20%     |
| Виробництво меблів, видання | 0%      | 0%      |
| Інше | 0%      | 0%      |
| Усього підприємств | 5       | 5       |

#### Роздрібна торгівля
| \| Підприємства роздрібної торгівлі міста, за сферою діяльності \| Підприємства роздрібної торгівлі міста, за сферою діяльності \| Підприємства роздрібної торгівлі міста, за сферою діяльності \| \| Рік \| 2002 р. \| 2001 р. \| \| ------------------------------------------------------------ \| ------------------------------------------------------------ \| ------------------------------------------------------------ \| \| Продукти харчування \| 33,3% \| 100% \| \| Одяг та взуття \| 33,3% \| 0% \| \| Товари для дому \| 0% \| 0% \| \| Книги та періодичні видання \| 0% \| 0% \| \| Промислова хімічна продукція \| 0% \| 0% \| \| Продукція, пов'язана з транспортними засобами \| 0% \| 0% \| \| Інше \| 33,3% \| 0% \| \| Усього підприємств \| 3 \| 1 \| |         |         |
| Підприємства роздрібної торгівлі міста, за сферою діяльності |         |         |
| Рік | 2002 р. | 2001 р. |
| Продукти харчування | 33,3%   | 100%    |
| Одяг та взуття | 33,3%   | 0%      |
| Товари для дому | 0%      | 0%      |
| Книги та періодичні видання | 0%      | 0%      |
| Промислова хімічна продукція | 0%      | 0%      |
| Продукція, пов'язана з транспортними засобами | 0%      | 0%      |
| Інше | 33,3%   | 0%      |
| Усього підприємств | 3       | 1       |

#### Сфера послуг
| \| Підприємства міста, що працюють у сфері послуг, за діяльністю \| Підприємства міста, що працюють у сфері послуг, за діяльністю \| Підприємства міста, що працюють у сфері послуг, за діяльністю \| \| Рік \| 2002 р. \| 2001 р. \| \| ------------------------------------------------------------- \| ------------------------------------------------------------- \| ------------------------------------------------------------- \| \| Гуртова торгівля \| 37,5% \| 28,6% \| \| Готелі та готельний бізнес \| 37,5% \| 42,9% \| \| Транспорт та зв'язок \| 0% \| 0% \| \| Посередницькі фінансові послуги \| 12,5% \| 14,3% \| \| Послуги підприємствам \| 0% \| 0% \| \| Послуги фізичним особам \| 12,5% \| 14,3% \| \| Нерухомість та ін. \| 0% \| 0% \| \| Усього підприємств \| 8 \| 7 \| |         |         |
| Підприємства міста, що працюють у сфері послуг, за діяльністю |         |         |
| Рік | 2002 р. | 2001 р. |
| Гуртова торгівля | 37,5%   | 28,6%   |
| Готелі та готельний бізнес | 37,5%   | 42,9%   |
| Транспорт та зв'язок | 0%      | 0%      |
| Посередницькі фінансові послуги | 12,5%   | 14,3%   |
| Послуги підприємствам | 0%      | 0%      |
| Послуги фізичним особам | 12,5%   | 14,3%   |
| Нерухомість та ін. | 0%      | 0%      |
| Усього підприємств | 8       | 7       |

## Житловий фонд
У 2001 р. 0,7% усіх родин (домогосподарств) мали житло метражем до 59 м², 13,9% - від 60 до 89 м², 46,7% - від 90 до 119 м² і
38,7% - понад 120 м².

З усіх будівель у 2001 р. 53,4% було одноповерховими, 43,4% - двоповерховими, 3,2
% - триповерховими, 0% - чотириповерховими, 0% - п'ятиповерховими, 0% - шестиповерховими,
0% - семиповерховими, 0% - з вісьмома та більше поверхами.

## Автопарк
| \| Автомобілі, зареєстровані у місті, за призначенням \| Автомобілі, зареєстровані у місті, за призначенням \| Автомобілі, зареєстровані у місті, за призначенням \| \| Рік \| 2006 р. \| 2005 р. \| \| -------------------------------------------------- \| -------------------------------------------------- \| -------------------------------------------------- \| \| Приватні автомобілі \| 63,1% \| 63,9% \| \| Мотоцикли \| 12,9% \| 12,6% \| \| Вантажівки \| 22,7% \| 21,8% \| \| Трактори \| 0% \| 0% \| \| Автобуси та ін. \| 1,3% \| 1,7% \| \| Усього автомобілів \| 309 шт. \| 294 шт. \| |         |         |
| Автомобілі, зареєстровані у місті, за призначенням |         |         |
| Рік | 2006 р. | 2005 р. |
| Приватні автомобілі | 63,1%   | 63,9%   |
| Мотоцикли | 12,9%   | 12,6%   |
| Вантажівки | 22,7%   | 21,8%   |
| Трактори | 0%      | 0%      |
| Автобуси та ін. | 1,3%    | 1,7%    |
| Усього автомобілів | 309 шт. | 294 шт. |

## Вживання каталанської мови
У 2001 р. каталанську мову у місті розуміли 98,9% усього населення (у 1996 р. - 99,7%), вміли говорити нею 94,9% (у 1996 р. - 
97,1%), вміли читати 90,4% (у 1996 р. - 97,1%), вміли писати 68
% (у 1996 р. - 55,5%). Не розуміли каталанської мови 1,1%.

## Політичні уподобання
У виборах до Парламенту Каталонії у 2006 р. взяло участь 213 осіб (у 2003 р. - 233 особи). Голоси за політичні сили розподілилися таким чином:
| \| Вибори до Парламенту Каталонії \| Вибори до Парламенту Каталонії \| Вибори до Парламенту Каталонії \| \| Рік \| 2006 р. \| 2003 р. \| \| -------------------------------------- \| ------------------------------ \| ------------------------------ \| \| Конвергенція та Єднання (CiU) \| 49,3% \| 48,5% \| \| Соціалістична партія Каталонії (PSC) \| 6,1% \| 7,3% \| \| Народна партія (PP) \| 7,5% \| 9% \| \| Ініціатива за зелену Каталонію (IC) \| 7,5% \| 5,6% \| \| Республіканська лівиця Каталонії (ERC) \| 24,9% \| 29,6% \| \| Громадянська партія (C's) \| 1,4% \| 0% \| \| Інші \| 3,3% \| 0% \| |         |         |
| Вибори до Парламенту Каталонії |         |         |
| Рік | 2006 р. | 2003 р. |
| Конвергенція та Єднання (CiU) | 49,3%   | 48,5%   |
| Соціалістична партія Каталонії (PSC) | 6,1%    | 7,3%    |
| Народна партія (PP) | 7,5%    | 9%      |
| Ініціатива за зелену Каталонію (IC) | 7,5%    | 5,6%    |
| Республіканська лівиця Каталонії (ERC) | 24,9%   | 29,6%   |
| Громадянська партія (C's) | 1,4%    | 0%      |
| Інші | 3,3%    | 0%      |

У муніципальних виборах у 2007 р. взяло участь 274 особи (у 2003 р. - 197 осіб). Голоси за політичні сили розподілилися таким чином:
| \| Муніципальні вибори \| Муніципальні вибори \| Муніципальні вибори \| \| Рік \| 2007 р. \| 2003 р. \| \| -------------------------------------- \| ------------------- \| ------------------- \| \| Конвергенція та Єднання (CiU) \| 85,4% \| 100% \| \| Соціалістична партія Каталонії (PSC) \| 14,6% \| 0% \| \| Народна партія (PP) \| 0% \| 0% \| \| Ініціатива за зелену Каталонію (IC) \| 0% \| 0% \| \| Республіканська лівиця Каталонії (ERC) \| 0% \| 0% \| \| Громадянська партія (C's) \| 0% \| 0% \| \| Інші \| 0% \| 0% \| |         |         |
| Муніципальні вибори |         |         |
| Рік | 2007 р. | 2003 р. |
| Конвергенція та Єднання (CiU) | 85,4%   | 100%    |
| Соціалістична партія Каталонії (PSC) | 14,6%   | 0%      |
| Народна партія (PP) | 0%      | 0%      |
| Ініціатива за зелену Каталонію (IC) | 0%      | 0%      |
| Республіканська лівиця Каталонії (ERC) | 0%      | 0%      |
| Громадянська партія (C's) | 0%      | 0%      |
| Інші | 0%      | 0%      |